# 영광이 다시 오길

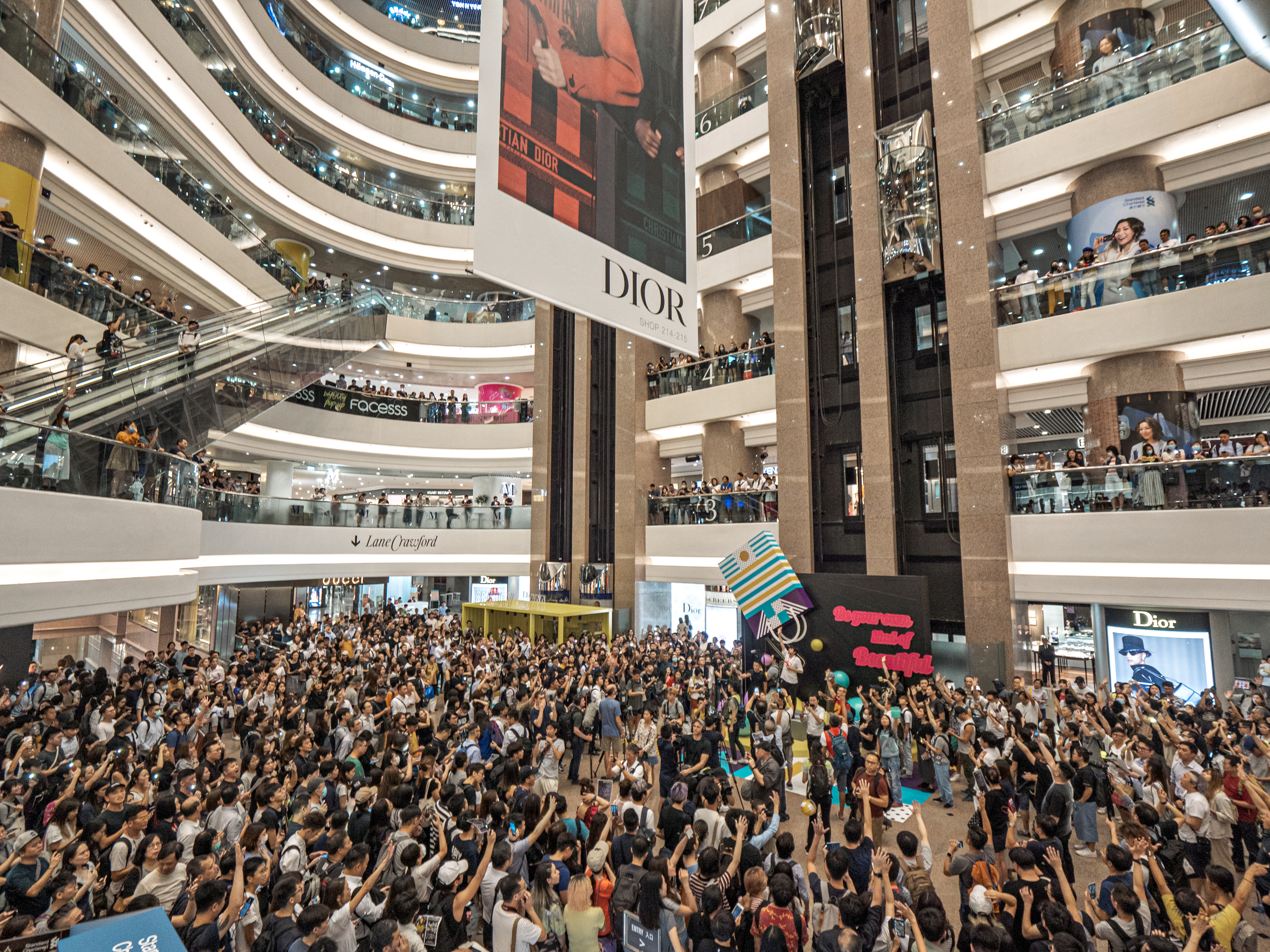
홍콩 타임스 스퀘어에 모여 노래를 부르는 사람들.

〈영광이 다시 오길〉(중국어: 願榮光歸香港, 한어 병음: Yuàn Róngguāng Guī Xiānggǎng 위안룽광구이샹강[*], 월병: Jyun6 Wing4gwong1 Gwai1 Hoeng1gong2 윈잉궝과이헝공[*], 한자음: 원영광귀향항, 영어: Glory to Hong Kong 글로리 투 홍콩[*])은 2019년 홍콩 범죄인 인도법 반대 시위 중에 인터넷 게시판 LIHKG의 사용자 Thomas dgx yhl가 광둥어로 작사하고 행진곡풍으로 작곡한 홍콩의 민중가요이다. 광범위하게 전파되어 시위를 상징하는 앤섬이 되었다. 시위에 참여한 많은 사람들은 이 노래를 홍콩의 국가로 여긴다.
2019년 9월 23일 원작자인 dgx yhl이 한국어 버전을 공개하면서 〈영광이 다시 오길〉이라는 제목으로 올렸다.

## 배경
중국의 강제 송환법 반대를 계기로 일어난 2019년 홍콩 범죄인 인도법 반대 시위에 참여한 사람들은 영화 《레 미제라블》의 〈Do You Hear the People Sing?〉과 같은 노래를 비롯하여 널리 알려진 여러 노래들을 불렀다. 자신들만의 노래가 필요하다고 생각한 작곡자 Thomas dgx yhl는 2019년 8월 26일 인터넷 게시판 LIHKG에 시위대의 구호인 광복홍콩, 시대혁명(光復香港，時代革命 - 홍콩에 자유를, 우리 시대의 혁명을)과 함께 〈영광이 다시 오길〉을 발표했다. 노래가 발표된 지 몇일이 안되어 각종 소셜미디어와 유튜브를 통해 홍콩 전역에 알려지게 되었다.

## 같이 보기
- 국가 (노래)
- 우크라이나에 영광을!